# Villaveza de Valverde
Villaveza de Valverde es un municipio de España, situado en la comarca de Benavente y Los Valles, en la provincia de Zamora y la comunidad autónoma de Castilla y León.
Tiene una superficie de 12,46 km², con una población de 105 habitantes y una densidad de población de 8,43 hab/km².

## Topónimo
El origen del topónimo Villaveza se ha vinculado con el antropónimo de alguno de sus antiguos moradores, previsiblemente un propietario mozárabe llamado Abeza, por lo que se podría interpretar como "Villa de Abeza".

## Historia
En la Edad Media, el territorio en el que se asienta la localidad quedó integrado en el Reino de León, cuyos monarcas habrían emprendido la fundación del pueblo con mozárabes.
Posteriormente, en la Edad Moderna, Villaveza de Valverde fue una de las localidades que se integraron en la provincia de las Tierras del Conde de Benavente y dentro de esta en la Merindad de Valverde y la receptoría de Benavente. No obstante, al reestructurarse las provincias y crearse las actuales en 1833, la localidad pasó a formar parte de la provincia de Zamora, dentro de la Región Leonesa, quedando integrada en 1834 en el partido judicial de Alcañices, pasando posteriormente al Partido Judicial de Benavente.

## Geografía humana

### Demografía
Cuenta con una población de 72 habitantes (INE 2024).

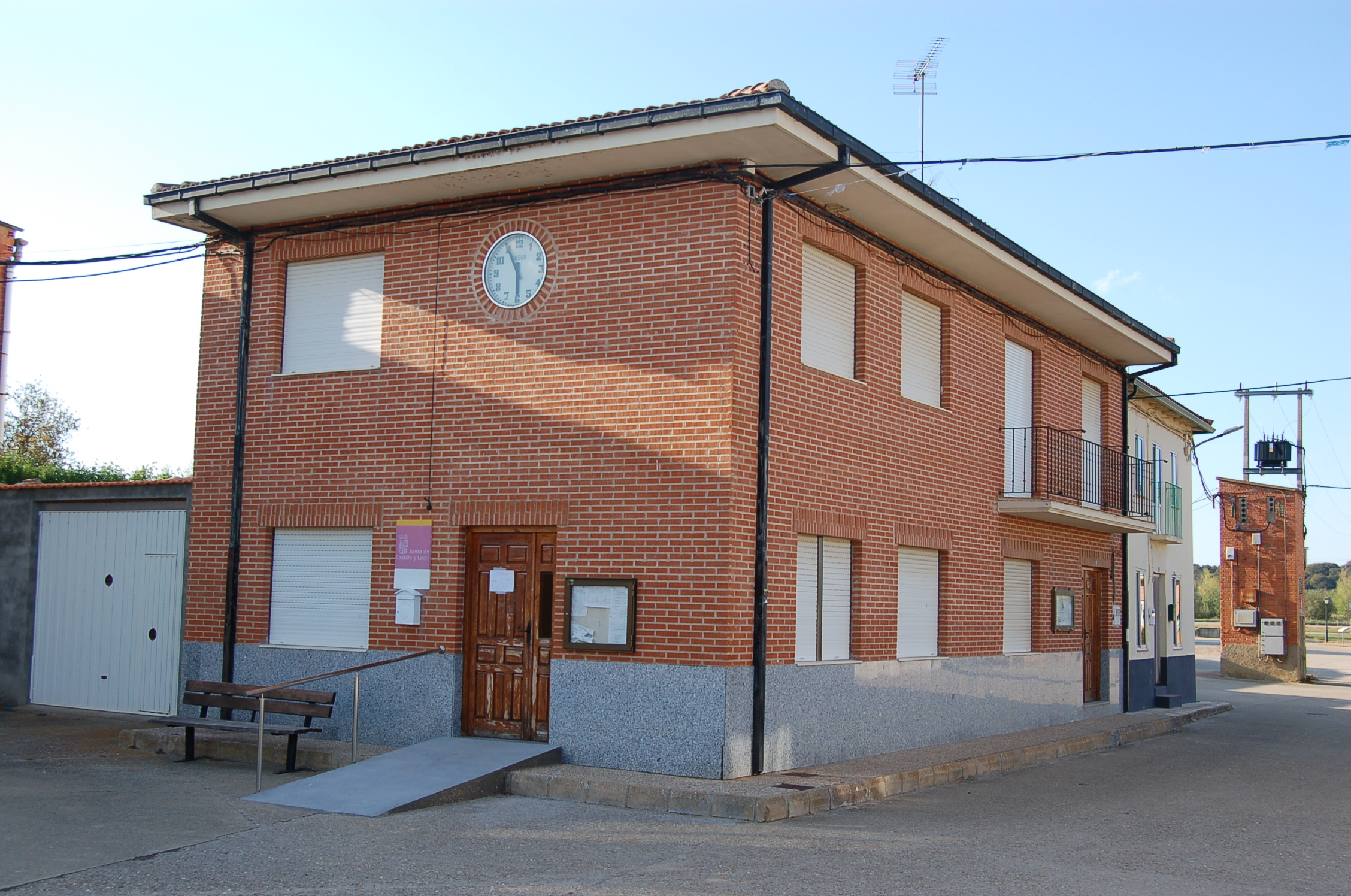
Casa consistorial.

| Gráfica de evolución demográfica de Villaveza de Valverde entre 1842 y 2021                                           |
| |
| Población de derecho según los censos de población del INE. Población de hecho según los censos de población del INE. |

| 176                        | 152 | 134 | 129 | 87 |
| (Fuente: [cita requerida]) |     |     |     |    |

## Patrimonio

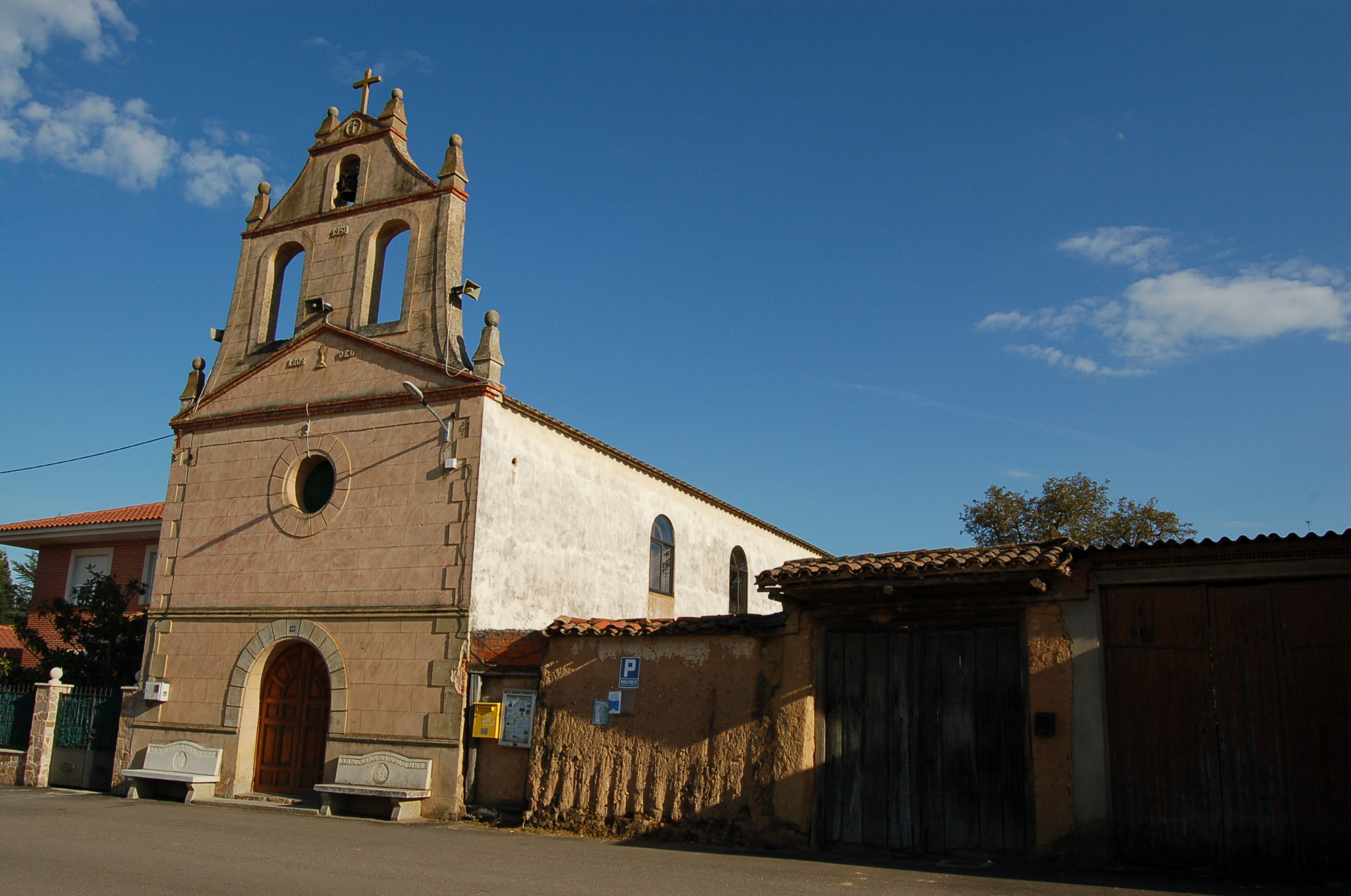
Iglesia.

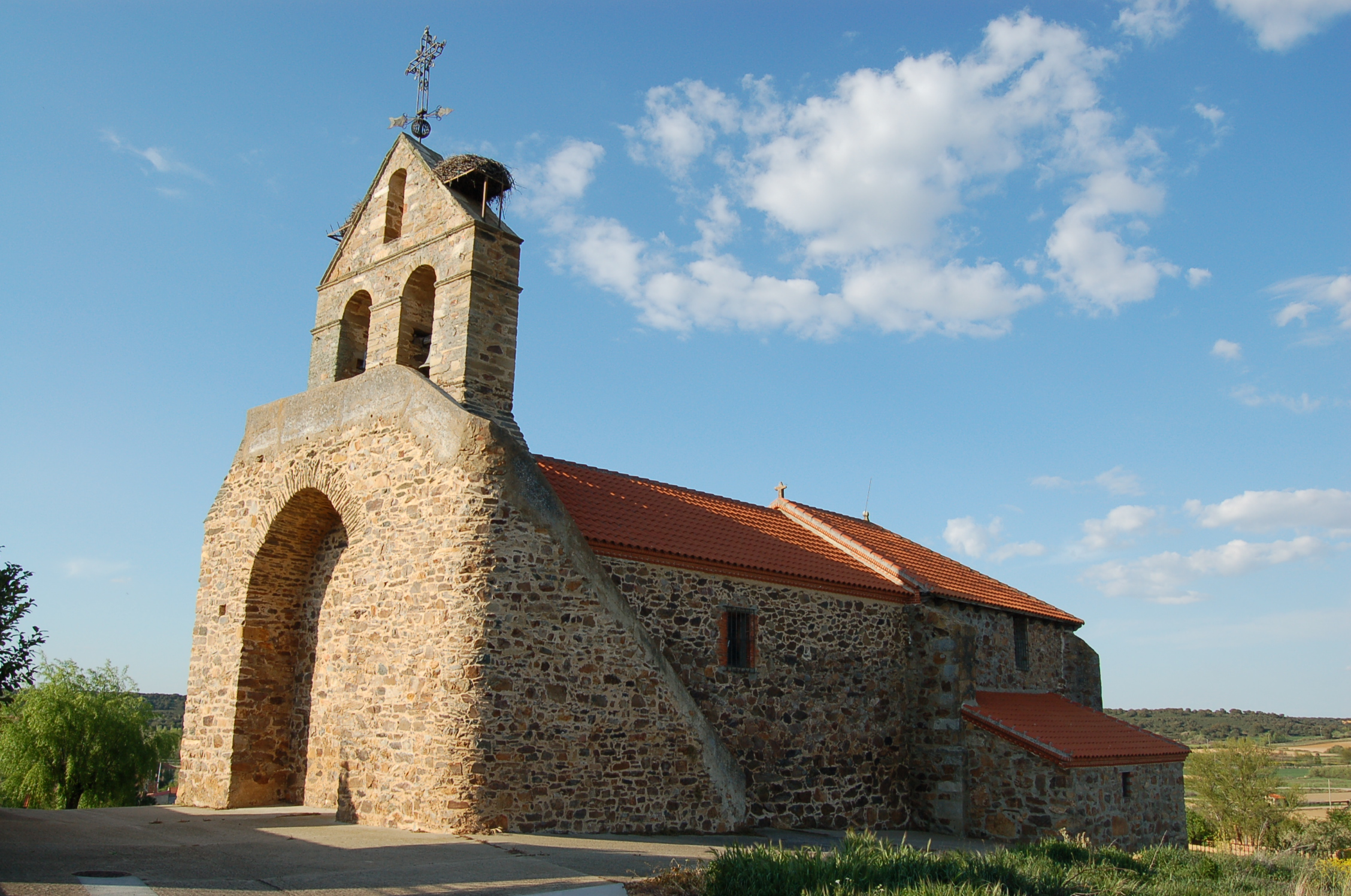
Ermita.

Cabe señalar su iglesia, ubicada en la plaza y restaurada, así como una fuente con dos caños presidida en lo alto por un perro. En las afueras se encuentra el segundo templo, en lo alto de una loma y rodeado por multitud de bodegas excavadas en la tierra.

## Fiestas
Los vecinos de esta localidad celebran la Novena de la Virgen, el 17 de mayo, y San Salvador, el 30 de agosto.